# Lennik
Lennik es un municipio de la provincia del Brabante flamenco, en la región de Flandes.
A 1 de enero de 2018 tiene 9024 habitantes.
La región donde se sitúa se llama Pajottenland y el municipio está dividido en tres núcleos:
- Sint-Kwintens-Lennik
- Sint-Maartens-Lennik
- Gaasbeek

Se sitúa unos 5 km al oeste de Bruselas.

## Demografía

### Evolución
Todos los datos históricos relativos al actual municipio, el siguiente gráfico refleja su evolución demográfica, incluyendo municipios después de efectuada la fusión el 1 de enero de 1977.
| Gráfica de evolución demográfica de Lennik entre 1846 y 2020 |
|                                                              |